# Магариф (журнал)
«Магариф» — ежемесячный общественно-педагогический и научно-методический общетатарский журнал. Учредитель — АО «Татмедиа». Редакция находится в Республике Татарстан, в Казани.

## О журнале
Первый номер журнала «Магариф» («Просвещение») вышел в марте 1913 года под названием «Мәктәп» («Школа»), первым редактором был Шигабуддин Ахмеров, который издал 25 номеров. В связи с Первой мировой войной выпуск журнала прекращается. В 1918 году известный татарский писатель и государственный деятель Галимджан Ибрагимов при Комиссии по делам просвещения учреждает журнал «Магариф», который сегодня считается правопреемником «Школы» Ш.Ахмерова. Это было одно из самых первых татароязычных печатных изданий Советской власти. Поэтому на журнал «Магариф» помимо педагогических, были возложены важные идеологические функции. В 1919—1920 гг. в связи с Гражданской войной журнал не издается. С 1921 г . издание журнала было возобновлено Наркоматом просвещения ТАССР. Название журнала менялось. В 1936—1938 гг. журнал издается под названием «Башлангыч мәктәп» («Начальная школа»). В 1938—1990 гг. — «Совет мәктәбе» («Советская школа»). (С 1941 по 1947 год журнал не издается). Кроме Г. Ибрагимова редакторами журнала являлись В. Шафигуллин (1921-22), Г. Максудов (1923-24), М. Тагиров (1925), Ш. Баширов (1934-37), Ф. Ибрагимов (1960-77), В.Зиятдинов (1977-89), Ф. Шарифуллин (1989—2003) и другие.
В первой половине 1920-х гг. преобладали публикации на общеполитические и исторические темы, со второй половины 1920-х гг. журнал стал уделять больше внимания педагогическим вопросам. В 1930-х гг. много места на страницах журнала отводилось переходу на яналиф, борьбе с неграмотностью.
В 1936 г. на заседании бюро Татарского обкома ВКП (б) был поставлен вопрос "о грубых извращениях и коренных недостатках журнала «Магариф». В связи с кампанией по борьбе с педологией редакция была расформирована, журнал переименован в «Башлангыч мектеб» («Начальная школа»). В 1941-48 гг. журнал не издавался. В 1949 г. выпуск издания возобновился. В 1950-е гг. основное внимание журнал стал уделять вопросам реформирования школы. В дальнейшем редакция журнала широко привлекала ученых и педагогов республики к публикации современных разработок, прежде всего по методике проблемного обучения.
С сентября 1990 г. после принятия Декларации о государственном суверенитете Республики Татарстан журнал возвращает себе историческое название «Магариф».
Контент журнала состоит из аналитических статей о современном состоянии образовательной системы, методических и дидактических материалов, разработок уроков и мастер-классов. Традиционным стал ежегодный всероссийский конкурс «Авыл укытучысы — Сельский учитель».
Журнал «Магариф» выпускает журнал «Магариф. РФ», приложение «Мәгариф. Татар теле». Основная аудитория — преподаватели, работники системы образования Республики Татарстан.
Сегодня тираж журнала — 9—10 тыс. экз. Большая его часть распространяется в Республике Татарстан. «Магариф» распространяется также в других субъектах РФ, где проживают татары. Сегодня около 500 экземпляров расходятся более чем в 20 регионах России.
В 2015 году журнал «Магариф» одержал победу в республиканском журналистском конкурсе «Бәллүр каләм — Хрустальное перо» в номинации «Корпоративные, специализированные СМИ Республики Татарстан». Набрав наибольшее количество голосов, вышел во II тур конкурса «Легендарные бренды», который был организован АО «Татмедиа». На втором этапе жюри под руководством редактора «Российской газеты» Владислава Фронина оценивало творческие заявки СМИ. В итоге 102-летний журнал «Магариф» одержал победу в номинации «Легендарный журнал».